# Ruellia primuloides
Ruellia primuloides är en akantusväxtart som först beskrevs av T. Anders. och George Bentham, och fick sitt nu gällande namn av Hermann Heino Heine. Ruellia primuloides ingår i släktet Ruellia och familjen akantusväxter. Inga underarter finns listade i Catalogue of Life.